# تپه آمشک
تپه آمشک مربوط به دوران‌های تاریخی پس از اسلام است و در شهرستان قزوین، بخش رودبار الموت، روستای آمشک واقع شده و این اثر در تاریخ ۱۲ بهمن ۱۳۸۱ با شمارهٔ ثبت ۷۴۵۰ به‌عنوان یکی از آثار ملی ایران به ثبت رسیده است.